# Kudlačena
Přírodní památka Kudlačena zahrnuje podhorské, převážně mokré a rašelinné louky s prameništi a několika tůněmi nad údolím potoka Dížená. Nachází se na území obce Horní Bečva v okrese Vsetín asi dva kilometry jihozápadně od vrcholu Kladnatá v Radhošťské hornatině v CHKO Beskydy. Přírodní památka je přístupná po turistické stezce, nedaleko východního okraje prochází žlutě značená cesta z Horní Bečvy k rozcestí Kladnatá.

## Důvod ochrany
Přírodní památka byla vyhlášena s cílem ochrany beskydské sihly – rašelinné louky na svahovém stupni s výskytem několika zvláště chráněných druhů rostlin zejména z čeledi vstavačovitých.

## Flóra
Jižní část území obývají společenstva rašelinných luk svazů Calthion a Caricion fuscae směrem k severu ustupující sušším smilkovým trávníkům. Charakteristickými druhy rostlin jsou např. violka bahenní (Viola palustris), blatouch bahenní (Caltha palustris), pomněnka bahenní (Myosotis palustris), škarda bahenní (Crepis paludosa), všivec lesní (Pedicularis sylvatica), suchopýr širolistý (Eriophorum latifolium), suchopýr úzkolistý (Eriophorum angustifolium), skřípina lesní (Scirpus sylvaticus), puškvorec obecný (Acorus calamus), pcháč potoční (Cirsium rivulare), přeslička poříční (Equisetum fluviatile), řeřišnice hořká (Cardamine amara) a vachta trojlistá (Menyanthes trifoliata). Sušším společenstvům vévodí např. rozrazil lékařský (Veronica officinalis), lnice květel (Linaria vulgaris), pupava bezlodyžná (Carlina acaulis), brusnice borůvka (Vaccinium myrtillus), vřes obecný (Calluna vulgaris) aj.
Ze vzácných druhů rostlin z čeledi vstavačovitých se zde vyskytuje kruštík bahenní (Epipactis palustris), prstnatec Fuchsův pravý (Dactylorhiza fuchsii subsp. fuchsii), prstnatec májový (Dactylorhiza majalis) a vemeník dvoulistý (Platanthera bifolia). Významný je také poměrně hojný výskyt vzácného mečíku střechovitého (Gladiolus imbricatus).
Výskyt dříve hojné rosnatky okrouhlolisté (Drosera rotundifolia) se v posledních letech nepodařilo potvrdit.

## Fauna
Území přírodní památky je významným útočištěm chráněných druhů obojživelníků, např. kuňky žlutobřiché (Bombina variegata), ropuchy obecné (Bufo bufo), skokana hnědého (Rana temporaria) nebo mloka skvrnitého (Salamandra salamandra). V roce 1994 zde byla programově vytvořena řada menších tůněk k jejich rozmnožování.

## Management
Údržba chráněného území spočívá především v pravidelném kosení a odstraňování náletových dřevin, které každoročně provádí základní článek Hnutí Brontosaurus Kolovrátek.

## Galerie

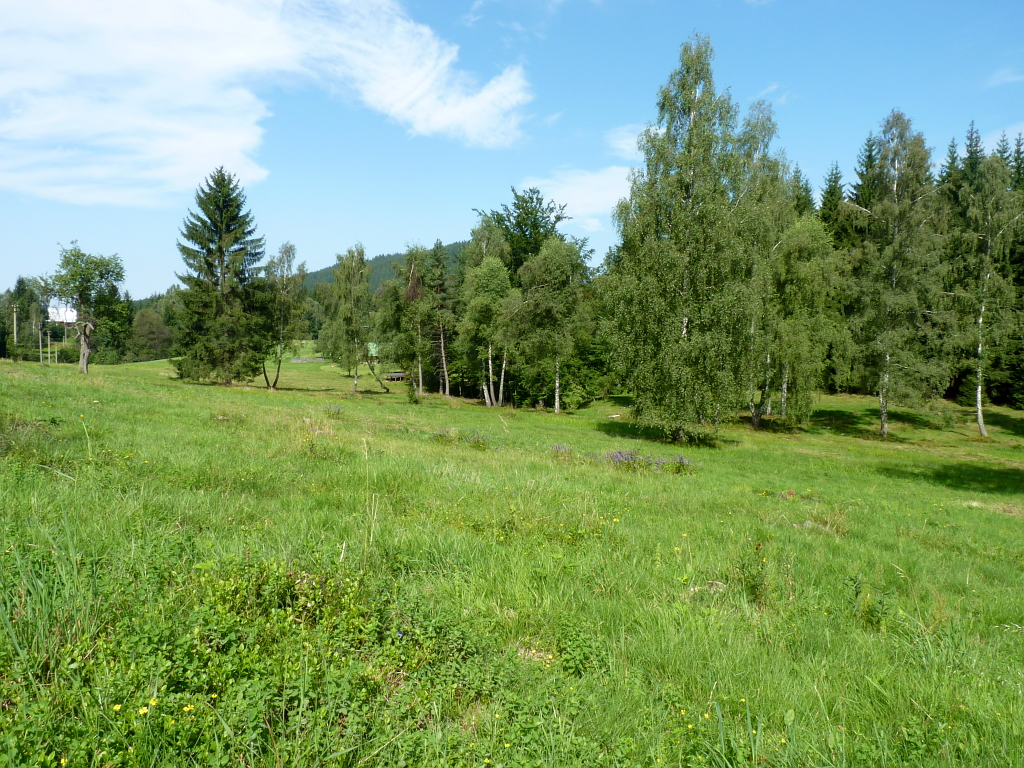
Přírodní památka Kudlačena
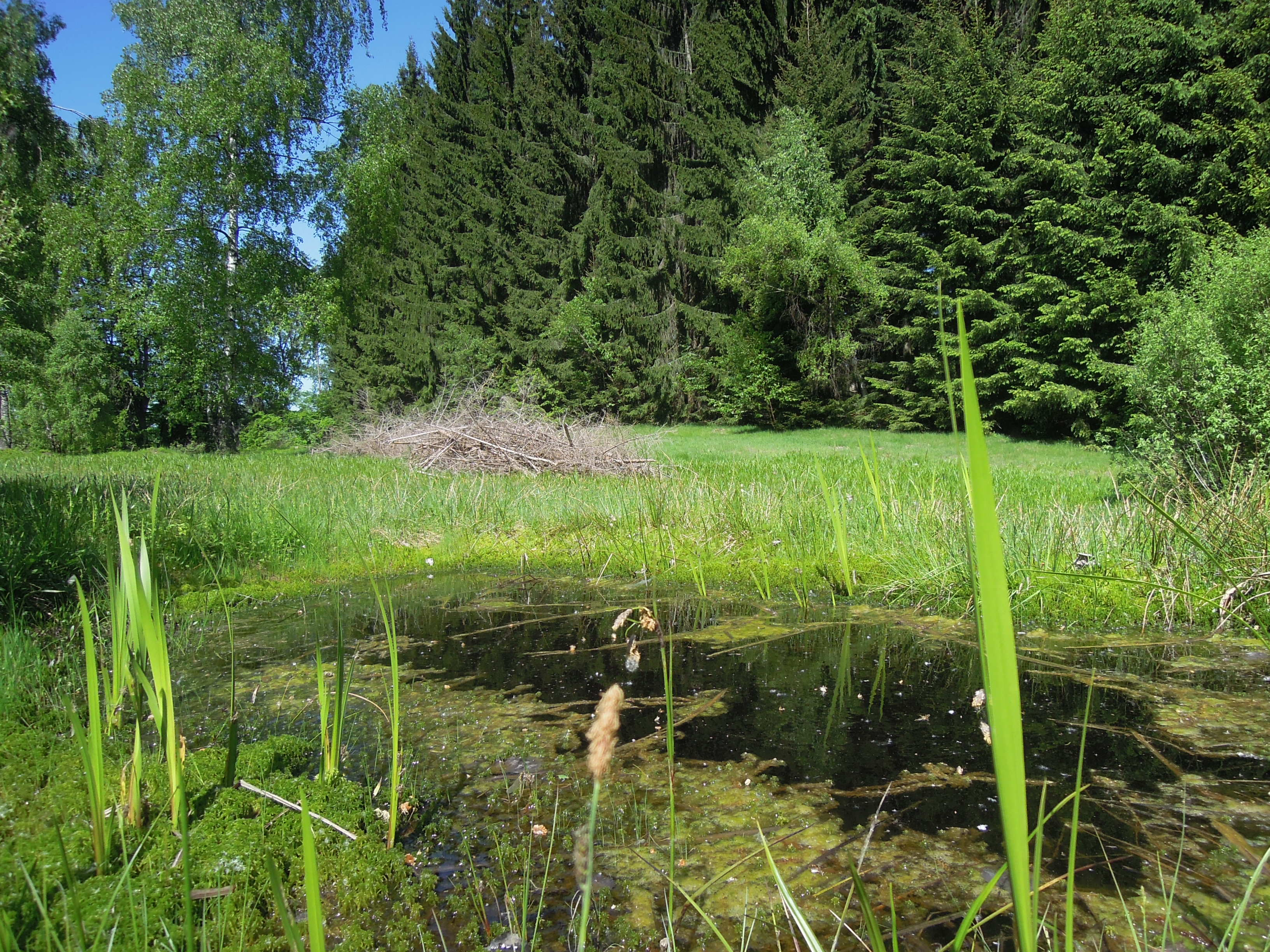
Pohled na podmáčenou louku
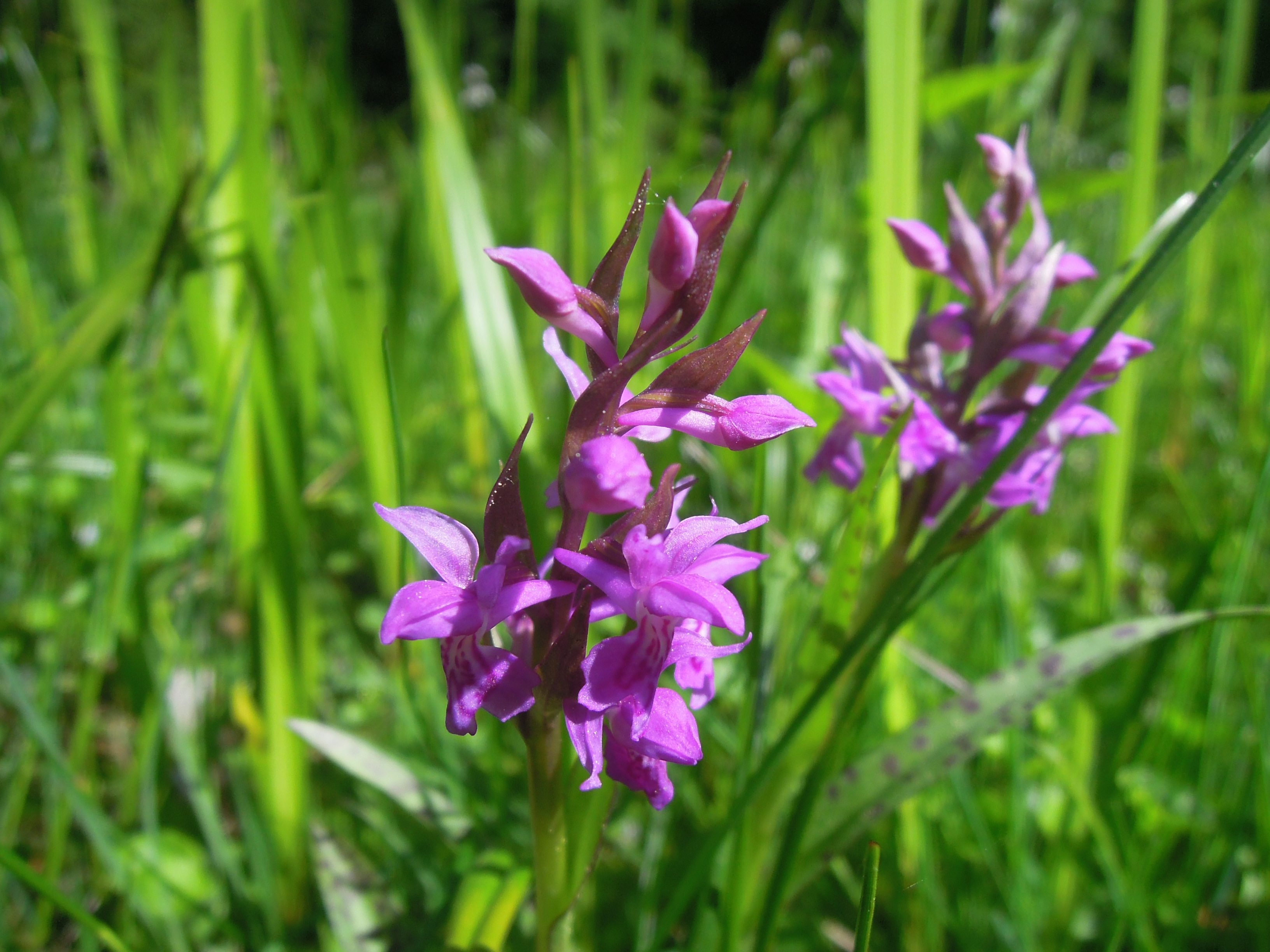
Na lokalitě se vyskytují také prstnatce májové